# Reinhard Philipp Friedrich von Degenfeld
Reinhard Philipp Friedrich von Degenfeld (* 2. November 1722 in Ehrstädt; † 16. Dezember 1784 ebenda) war Grundherr auf dem Eulenhof, zu Ehrstädt, Waibstadt und Unterbiegelhof. Er war von 1766 bis zu seinem Tod Senior der Kondominatsherrschaft Degenfeld-Neuhaus.

## Leben
Er war der älteste Sohn von Christoph Ferdinand I. von Degenfeld (1699–1766) und der Clara Juliana von Gemmingen-Widdern (1699/1700–1766). Der Vater hatte ab 1760 wieder den gesamten Besitz der Degenfeld-Neuhaus auf sich vereint, aber auch aufgrund seiner selbstherrlichen Herrschaft über die Untertanen einen langwierigen Streit mit der Gemeinde Ehrstädt, mit den Lehenshöfen und mit dem Ritterkanton Kraichgau begonnen, den Reinhard Philipp Friedrich und seine beiden jüngeren Brüder Christoph Ferdinand III. Friedrich (1739–1812) und Christoph Eberhard Friedrich (1737–1792) mit dem Familienbesitz erbten. 
Bei der Erbteilung erhielt Reinhard Philipp Friedrich den Eulenhof sowie die Eigengüter der Familie in Waibstadt und Unterbiegelhof, Christoph Eberhard Friedrich II. erhielt Schloss Neuhaus und Christoph Ferdinand III. erhielt die württembergische und die wormsische Hälfte von Ehrstädt. Nachdem in den vorangegangenen Generationen vor allem Besitzstreitigkeiten das Bild der Familie geprägt hatten, sorgte nun neben dem für die Eigengüter geltenden Familienfideikommiss auch die Errichtung eines Kondominats für eine größere Einigkeit unter den Brüdern. 1774 konnte ein Vergleich zwischen den Degenfeld-Brüdern und der Gemeinde Ehrstädt erzielt werden, der das Verhältnis zwischen Ortsherrschaft und Untertanen für längere Zeit regelte.
Er hatte seinen Wohnsitz zumeist auf dem freiadeligen Gut der Familie in Waibstadt, das sich damals in schlechtem baulichem Zustand befand. Noch schlechter war es um den Eulenhof bestellt, wohin er gerne hätte ziehen wollen, weswegen er 1779 ein Gutachten über den baulichen Zustand fertigen ließ. Das Gutachten des Grombacher Baumeisters Franz-Joseph Remlinger und des Wimpfener Werkmeisters Johann Lorenz Huber war jedoch vernichtend, bescheinigte es doch, dass der alte Eulenhof zu Wohnzwecken nicht mehr geeignet war und nur noch abgerissen werden könne. Da Reinhard Philipp nicht Alleinbesitzer des Hofes war, kam es zu längeren Streitigkeiten mit den Mitbesitzern, Maria Christiane von Schauroth (Tochter Maximilian Alexanders von Degenfeld) und Hofmeisterin Frau von Langenfeld geb. von Degenfeld, wer die Schuld an dem ruinösen Zustand des Hofes trage und daher auch die Hauptbaulast tragen solle. Der Streit zog sich über Reinhard Philipps Tod 1784 hinaus. Erst sein Sohn Wilhelm Ferdinand Friedrich einigte sich mit den Mitbesitzerinnen, zahlte diese aus und erbaute 1793 den neuen Gutshof im Eulenhof.
Reinhard Philipp Friedrich wurde in der Schlosskirche zu Schloss Neuhaus bestattet.

## Familie
Er heiratete am 14. April 1750 in Widdern Johanna Sophia Juliana Christiana von Gemmingen-Widdern (1725–1766), Tochter des Philipp Adam von Gemmingen-Widdern (1698–1761). Nach dem Tod der ersten Gattin heiratete er deren Schwester Charlotte Wilhelmine von Gemmingen-Widdern (1733–1790), die zuvor schon eine geschiedene Ehe mit Karl Friedrich Julius von Crailsheim geführt hatte.
Der ersten Ehe entstammten drei Söhne und fünf Töchter, die jedoch nicht alle zu Jahren kamen.
- Johann Christoph Philipp (* 1751)
- Christoph Friedrich Philipp (*/† 1753)
- Juliana Christiana Louisa (*/† 1754)
- Philippina Friederica Wilhelmine (* 1755)
- Juliana Christiana (* 1756)
- Wilhelm Ferdinand Friedrich (1757–1819) ⚭ Wilhelmina Auguste Göler von Ravensburg (1766–1785), Franziska Eleonore von Ellrichshausen (1753–1791), Johanna Carolina Benedikta von Gemmingen-Hornberg (1763–1851)
- Johanna Ernestine (* 1760)
- Auguste Charlotte (1763–1821) ⚭ Philipp Dietrich von Gemmingen-Widdern (1751–1807)